# Christophe Quéval
Christophe Queval (Harfleur, 1965) is een Franse componist en musicoloog.

## Levensloop
Christophe Queval studeerde musicologie aan de Universiteit van Rouen en tegelijkertijd compositie in de klas van Jacques Petit aan het Conservatoire National de Musique Danse et Art Dramatique in Rouen. In 1989 is hij aan het conservatorium afgestudeerd. In 1987 gingen zijn Laudes à la Sainte-Vierge in de Kathedraal "Notre Dame" van Rouen in première. Hij schrijft ook bijdragen voor de programma's van het Orkest van Montpellier en het orkest van de opera van Rouen.
Tegenwoordig werkt hij aan een monumentaal utopisch project Monasticon Gallicanum (Herdenking en inventarisatie van de eeuwenoude kloosters in Frankrijk). Als componist had hij begin 2015 rond 44 werken geschreven, van piano tot orkest.

## Composities

### Werken voor orkest
- 2003 rev. 2025 Tombeau du xxème siècle, kamerconcert voor piano en 10 instrumenten, op. 24 (38')
- 2005 Récit des derniers temps de la cité d'Ani, voor strijkorkest, op. 9 (18')
- 2006 Cassandre ou les troubles Songes, voor orkest, op. 31 (35')
- 2010 Grand hallali, voor orkest, op. 39 (17')
- 2011 L'ultime Prophétie, kamerconcert voor fagot en kamerorkest, op. 40 (13'30)
- 2011 Aubade aux Clochers-Spectres, voor orkest, op. 16 b (15')
- 2016 Sous l'étoile Absinthe, kamerconcert voor klarinet en kamerorkest, op. 46 (15')

### Werken voor harmonieorkest
- 1990 Poème amer, voor harmonieorkest, op. 7
- 1992 rev.2010 Grand hallali, voor harmonieorkest, op. 11 (17')

### Missen en gewijde muziek
- 1989 rev.2003 Un Requiem pour ceux des Lucs, voor trombonekwartet en tuba, 4 tambouren en metal-slagwerk (met baskoor ad libitum), op. 6 (15')
- 2004 Anastasis: «Méditation sur le Mystère de la descente du Christ aux Enfers avant sa glorieuse Résurrection», voor kamerorkest, op. 27 (13')
- 2006 Liturgie du Regret, voor vier zangsolisten en strijkkwartet, op. 33 (37')

### Vocale muziek
- 2004 Théotokos! mystère de l'Incarnation, voor sopraan solo, hobo, harp en strijkers, op. 26 (25'30)
- 2004 Vidit angelum, mystère de l'Annonciation, voor sopraan solo, hobo, harp en strijkers, op. 26 b (15'30)

### Kamermuziek
- 1989 À l'ombre des derniers Assyriens, voor dwarsfluit en piano, op. 5  (of cello en piano) (11')
- 1989 Genèse, voor klarinet en piano, op. 4 (10'30)
- 1990 rev. 2001 Un bal au Shtettl, voor fluit, klarinet, fagot, fagot, viool, contrabas en piano, op. 8 (25')
- 1991 Hallali, voor fluitkwintet, op. 10 (7')
- 1991 Hallali, voor houtblaaskwartet, op. 10 a (9')
- 1993/1997, rev.2001 Récit des derniers temps de la cité d'Ani, voor cellokwartet, op. 9 (17')
- 1993/1998/2000 A kalte nacht, voor kwintet en piano, op. 12 (35')
- 1994/1996, rev.2001 Vaspourakan, thrène sur l'Arménie martyre, voor strijkkwartet, op. 13 (of strijksextet) (17')
- 1994/2003 Les Folies rouennaises ou les dominos cathartiques, concertsuite voor blaaskwintet, op. 14 (23')
- 1997 rev.2000 Les Âmes mortes, voor cello solo, op.17 b  (of solo-altviool) (15')
- 1998 De profundis, voor hobo en harp, op. 22 (10')
- 1998 De profundis II, voor hobo solo, op. 22 (9')
- 1998 rev.2001 Dans l'antre du Minotaure, voor kwintet en piano, op. 19 (13')
- 1998 rev.2000 Totentanz, voor kwintet en piano, op. 20 (13')
- 1999/2000 Thrène, voor hobo en piano, op. 23 (13')
- 2003 Au Prince de l'Espérance, voor hoorn solo, op. 25 (6')
- 2004 La Plainte d'Orphée, poème élégiaque, voor viool solo, op. 28 (9')
- 2005 Mapa, sérénade du Souvenir, voor strijktrio, op. 30 (16')
- 2006 Styx, voor viool en bas, op. 32 (12'30)
- 2008 Sur le Styx, voor bas, op. 32 d (7'30)
- 2006 Liturgie du Regret, voor strijkkwartet, op. 33 (37')
- 2008 Eclats chimériques, duo concertant, voor viool en cello, op. 34 (19')
- 2008 Fantasmi, sonate, voor viool solo, op. 35 (19')
- 2009 Fêtes galantes, trois madrigaux, voor viool en alto, op. 36 (19')
- 2009 Poème saturnien, voor alto solo, op. 37 (6')
- 2009 Ciel ! Mes boyaux..., voor strijkkwartet, op. 38 (4'30)
- 2010 Scène orphique, voor viool en harp, op. 32 b (12')
- 2011 Vision funeste, voor fagot en piano, op. 41 (12'30)
- 2013 De ma Vie, voor strijkkwartet, op. 42 (24')
- 2014 Visions d'Orphée, Sonate, voor viool en piano, op. 43 (32')
- 2015 Après une lecture de, voor cello en piano, op. 45 (14'30)
- 2021 L'Adieu au Royaume, élégie voor fagot solo of cello, op. 47 (8')

### Werken voor piano
- 1986, rev.2002 Chant funèbre à la mémoire des victimes de la prochaine guerre civile, op. 1 (voor piano vierhandig) (15'30)
- 1994/2005 Les Folies rouennaises ou les dominos cathartiques, 2e concertsuite, op. 14 b (25')
- 1996/2002 Autoportrait aux Chimères, voor twee piano's, op. 15 (23'30)
- 1997 rev.2000 Dominos cathartiques, quatre études, op. 18 (22')
- 1998 rev. 2024 Dans l'antre du Minotaure, voor twee piano's, op. 19 (12')
- 1998/2004 Incantations aux Ombres errantes, op. 21 (12'30)
- 1999/2002 Aubade aux Clochers - spectres, op. 16  (of voor twee piano's)  (14')
- 2002 Les troubles Songes, op. 15 a (6'40)
- 2002 Tombeau entre doux et hagard des Lys en oubli, bewerking voor piano van het werk voor harp, op. 3 b (7'30)
- 2014 Ô Solitude, trois poèmes, op. 44 (21')
- 2021 Postface à l'édition critique de mes oeuvres, twaalf preludes, op. 48 (29')

### Werken voor klavecimbel
- 1994/2005 Les Folies rouennaises ou les dominos cathartiques, 2e concertsuite voor klavecimbel, op. 14 b (25')

### Werken voor harp
- 1988 rev.1998/2000 Tombeau entre doux et hagard des Lys en oubli, op. 3 (8')
- 2010 Echos du Styx, op. 32 c (11')

- Bibliothèque nationale de France: cb14801780r (data)
- International Standard Name Identifier: 0000 0000 0123 191X
- Virtual International Authority File: 61812781